# Ann Eriksen
Ann Cathrin Eriksen, född den 9 september 1971 i Bodø, Norge, är en norsk före detta handbollsspelare, högersexa.

## Karriär

### Klubblagsspel
Ann Erksen kom till norska topplaget Byåsen IL 1990 från moderklubben IK Junkaren, och spelade sedan för  laget från Trondheim tills hon slutade spela handboll

### Landslagsspel
Hon mästerskapsdebuterade for Norge under handbolls VM 1995, och var med om att förlora bronsmatchen mot Danmark. 1996 och 1997 fick hon inte plats i den norska handbollstruppen till OS, EM och VM. Däremot var hon med då det norska handbollsdamerna slog Danmark med åtta mål i EM-finalen 1998. Eriksen gjorde själv två av Norges 24 mål. 1998 var hennes bästa mästerskap. 1999 blev hon världsmästare på hemmaplan i Lillehammer. Hösten 2000 fick hon spela i OS. Eriksen tog OS-brons i damernas turnering i samband med de olympiska handbollstävlingarna 2000 i Sydney. I båda de sista mästerskapen satt hon på läktaren i finalen. Semifinalförlusten mot Ungarn två dagar före bronsmatchen i Sydney var hennes 127 och sista landskamp. Under knappt elva år i landslaget sto hon för 119 mål.